# Tomáš Brigant
Tomáš Brigant (* 11. října 1994, Považská Bystrica) je slovenský fotbalový záložník a mládežnický reprezentant, od léta 2017 hráč klubu FC Spartak Trnava. Jeho vzorem je krajan Miroslav Stoch.

## Klubová kariéra
Začínal v Podmaníně (2001–2003), ke kopané ho přivedl otec, který byl i jeho prvním trenérem. Dále pokračoval v Ravenu Považská Bystrica (2003–2008), ještě v žákovském věku se stal hráčem Dubnice nad Váhom (2008–2013), kde působil v mladším i starším dorostu a v listopadu 2011 se dostal i do A-týmu. V lize debutoval ve věku 17 let. Z Dubnice přestoupil do dorostu FK AS Trenčín. Na jaře 2014 přestoupil do Zbrojovky Brno, kde působil nejprve v Juniorské lize a později také nastupoval na střídavé starty za SK Líšeň hrající MSFL. Pro sezónu 2014/15 se dostal do kádru prvoligového A-mužstva Zbrojovky.
V srpnu 2016 odešel na roční hostování do slovenského prvoligového mužstva TJ Spartak Myjava. Po odhlášení A-týmu Myjavy z nejvyšší slovenské ligy v zimní přestávce ročníku 2016/17 ve Fortuna lize zůstal, od února 2017 hostoval z Brna ve FK Senica. V červenci 2017 přestoupil z Brna do FC Spartak Trnava.

## Reprezentační kariéra
Reprezentoval Slovensko v kategorii do 17, 18 a 19 let. Se slovenskou „jedenadvacítkou“ slavil v říjnu 2016 postup z kvalifikace na Mistrovství Evropy 2017 v Polsku.

## Ligová bilance
| Ročník                 | Zápasy | Góly | Klub              |
| ---------------------- | ------ | ---- | ----------------- |
| Juniorská liga 2013/14 | 16     | 5    | FC Zbrojovka Brno |
| celkem 1. liga         | -      | -    |                   |